# Тёкёли, Имре
Граф Имре Тёкёй или Тёкёли (венг. Thököly Imre; 25 апреля 1657, Кежмарок — 13 сентября 1705, Никомедия) — венгерский магнат, глава национально-освободительного движения куруцев (1678-1685). Отвоевав у Габсбургов северо-восток Венгрии со столицей в Кашше, принял покровительство турецкого султана и провозгласил себя в 1681 году князем Верхней Венгрии. После пяти лет турецкого плена поставлен султаном князем Трансильвании в 1690 году.

## Биография
Отец его, Иштван Тёкёли, восстал против императора Леопольда I в союзе с палатином Ференцем Вешшеленьи, но во время борьбы умер. Имре Тёкёли бежал в Трансильванию, находившуюся в зависимости от Османской империи, и здесь сделался главой венгерских куруцов. Пламенным воззванием к венгерскому народу Тёкёли привлек в ряды восставших массу людей. Осенью 1678 года у него уже была сила в 20 тысяч человек, с которой он в короткое время овладел северной и северо-восточной Венгрией. Затем дела пошли хуже, что вызвало среди куруцов взаимное недоверие и колебание. Тёкёли начал переговоры с императором, но вскоре прервал их, убедившись в неискренности австрийской политики. Дружественный нейтралитет, которого турки держались до тех пор в отношении к восставшим венграм, побудил Тёкёли обратиться к их помощи. Он заключил с султаном договор, по которому обязался признать вассальную зависимость Венгрии от Турции и платить ежегодную дань в размере 40 тысяч дукатов, за что султан признал его князем Верхней Венгрии в 1682 году.
Женитьба на вдове Ференца I Ракоци, Илоне Зриньи, дала Тёкёли крепость Мункач (совр. Мукачево) и громадное состояние, которым он воспользовался для борьбы с австрийцами. Летом 1682 года Тёкёли заключил перемирие с императором, но посредничество его между императором и султаном не удалось, и разразилась война Османской империи против Священной лиги. Сделавшись вассалом Турции, Тёкёли потерял свободу действий и принужден был возможно скорее приготовиться к войне с императором. Он встретил при этом сопротивление со стороны сейма Верхней Венгрии, недовольного вступлением Тёкёли в вассальную зависимость от турок, и только угрозами мог принудить сейм к согласию дать требуемые для войны средства (май 1683 года). Когда турецкое войско под начальством Кара-Мустафы двинулось против Вены, Тёкёли выехал к нему навстречу с верноподданническими заявлениями.
Во время осады Вены Тёкёли составлял левый фланг турецкой армии, но, разбитый под Пресбургом (совр. Братислава) Карлом Лотарингским, должен был прекратить свои попытки пробиться за Мораву. Когда Ян Собеский освободил Вену от турок, Тёкёли просил его посредничества для примирения с императором, но тщетно: в Вене Тёкёли не верили. Во всей Венгрии обнаружилось крайнее отвращение к вассальной зависимости от турок: магнаты, дворянство и города вступили в сношения с императором Леопольдом I, поклялись ему в верности, впустили его войска в свои крепости и замки, добровольно взялись за оружие и помогали австрийцам изгнать турок из Венгрии.
Тёкёли продолжал борьбу, но вскоре потерял ряд важных крепостей и, как изменник, был схвачен турками, закован в цепи и отослан в Стамбул (4 октября 1685 года). Он успел оправдаться и в начале 1686 года был отпущен на свободу, чтобы продолжать борьбу с императором. После ряда поражений турки опять стали подозрительно относиться к Тёкёли и в декабре 1687 года вновь заковали его в цепи. Освобожденный в 1688 году, он поспешил на родину, опять собрал войско из недовольных австрийским владычеством, но потерпел полное поражение от австрийского генерала Гейслера. На этот раз султан отнёсся к нему с доверием и в 1690 году провозгласил его князем Трансильвании. Одержав победу над австрийцами при Цернеште, Тёкёли должен был, однако, отступить перед принцем Баденским и бежать в Валахию.
В 1691 году он вновь появился в Трансильвании и примкнул к турецким войскам, вместе с которыми потерпел жестокое поражение от австрийцев 19 августа 1691 года в битве при Сланкамене. Хотя он и продолжал участвовать в войне до мира 1699 года, но не мог осуществить свои честолюбивые замыслы и кончил жизнь в Турции, живя на средства, дарованные ему султаном вместе с титулом графа Видинского.

## Память
Именем Имре Тёкёли названа транспортная магистраль, соединяющая VII и XIV районы Будапешта. Во время Венгерского восстания 1956 года название Группа Тёкёли получил повстанческий отряд, действовавший на этой территории.